# 延岡市立岡富小学校
延岡市立岡富小学校（のべおかしりつ おかとみしょうがっこう）は、宮崎県延岡市高千穂通にある公立小学校。

## 概要
- 児童数 - 373名（2019年度）

## 沿革
- 1910年 - 延岡小学校より分離。
- 1930年 - 岡富村が、延岡町・恒富村と合併し、新たに延岡町が発足。延岡町立岡富尋常高等小学校に改称。
- 1933年 - 市制施行により、延岡市立岡富尋常高等小学校に改称。
- 1947年 - 学制改革により、延岡市立岡富小学校に改称。
- 1948年 - 児童数の増加に伴い、旭小学校が分離。

## 通学区域
岡富小学校の通学区域には以下の区域が指定されている。
- 恵比須町
- 岡富町の一部
- 川原崎町の一部

- 祇園町
- 北小路
- 紺屋町

- 幸町
- 栄町
- 昭和町

- 瀬之口町
- 高千穂通
- 博労町

- 日の出町
- 古川町
- 山下町一丁目、二丁目